# Kuriwka
Kuriwka (ukr. Курівка) – wieś na Ukrainie, w obwodzie chmielnickim, w rejonie gródeckim.